# Сен-Приест-Палю
Сен-Прие́ст-Палю́ (фр. Saint-Priest-Palus) — коммуна во Франции, находится в регионе Новая Аквитания. Департамент коммуны — Крёз. Входит в состав кантона Бурганёф. Округ коммуны — Гере.
Код INSEE коммуны — 23237.

## Население
Население коммуны на 2010 год составляло 44 человека.
| 1962 | 1968 | 1975 | 1982 | 1990 | 1999 | 2010 |
| ---- | ---- | ---- | ---- | ---- | ---- | ---- |
| 100  | 94   | 72   | 71   | 58   | 40   | 44   |

## Экономика
В 2010 году среди 26 человек трудоспособного возраста (15—64 лет) 11 были экономически активными, 15 — неактивными (показатель активности — 42,3 %, в 1999 году было 63,0 %). Из 11 активных жителей работали 11 человек (5 мужчин и 6 женщин), безработных не было. Среди 15 неактивных 0 человек были учениками или студентами, 11 — пенсионерами, 4 были неактивными по другим причинам.